# Джерело б/н (Хуст)
Джерело б/н — гідрологічна пам'ятка природи місцевого значення. Об'єкт розташований на території Хустського району Закарпатської області, м. Хуст, вул. Логойдових.
Площа — 0,3 га, статус отриманий у 1984 році.